# Chiesa di San Michele (Monzambano)
La chiesa di San Michele è la parrocchiale di Monzambano, in provincia e diocesi di Mantova; fa parte del vicariato di San Luigi.
Si tratta di uno degli edifici che, insieme al castello medievale, caratterizza il piccolo borgo di circa 5 000 abitanti posto su un'altura collinare ai piedi del fiume. La maestosa chiesa domina la vallata e da essa è possibile ammirare la sottostante valle, una delle aree protette del Parco regionale del Mincio istituito con la legge regionale n. 47 dell'8 settembre 1984.
La chiesa è dedicata all'arcangelo Michele, protettore nelle battaglie, nelle pestilenze, santo che aiuta nell'attraversamento dei fiumi e ricordato per aver difeso la fede in Dio contro Satana.

## Storia
L'attuale chiesa di San Michele Arcangelo è il risultato del rifacimento di un'omonima chiesa che esisteva fin dal 1400. In quel periodo la sede parrocchiale era la chiesa di Santa Maria in Castello, poi dedicata a san Biagio. Il San Michele era forse troppo piccolo e non adatto a contenere tutti i fedeli del borgo. La ricostruzione è probabilmente legata a due eventi molto significativi per la Chiesa cattolica, la riforma protestante e il concilio di Trento (1545-1563) convocato da papa Paolo III.Con la chiusura del suddetto, si diede il via a un gran numero di cambiamenti che coinvolsero il mondo cattolico, tra cui un intenso fervore edilizio che si prolungò per oltre due secoli. Le vecchie chiese furono ristrutturate, talvolta demolite e poi costruite a nuovo, come accadde per il San Michele. La prima pietra fu posta il 10 aprile 1743, da don Gregorio Echeli, ed è ancora visibile oggi alla destra dell'ingresso principale, sulla facciata, contenente uno scritto celebrativo. Il 25 marzo 1768 segna il momento della benedizione da parte di don Bartolomeo Mondini e dell'apertura al culto della parrocchia. I lavori si conclusero nel 1777, data dipinta sul medaglione dal catino absidale. L'architetto che diede vita alla chiesa è Domenico Rossi, come risulta da una lapide affissa all'esterno della chiesa, ma permangono dubbi sulla sua paternità.

## La facciata
L'imponente facciata settecentesca rimanda subito allo stile barocco, uno stile di fantasia, creatività e rottura ripreso anche all'interno della parrocchia. Tuttavia si possono notare anche dei richiami al neoclassicismo, come l'alto basamento, le lesene a tutta facciata con spigolature e svecchiature piane, il timpano triangolare e il portale con timpano a curva.
Nelle nicchie esterne sono poste le seguenti statue procedendo dal basso verso l'alto: san Pietro e san Paolo a fianco dell'entrata, più in alto in corrispondenza san Leonardo Limosino e sant'Ignazio, esternamente san Giovanni Nepomuceno, martire della confessione e san Valentino, martire dell'eucaristia. Al culmine della facciata, sul timpano, appare imponente la statua di san Michele, cui è intitolata la chiesa, alta circa tre metri e fiancheggiata da fiaccole e pinnacoli marmorei.

## L'interno
La struttura della chiesa è a navata unica, nota anche col termine predicatoria, poiché l'uditorio si trova faccia a faccia con il predicatore, posto sul pulpito o sull'ambone. Il volto a botte il laterizio è sostenuto da cappelle a forma di nicchie che fungono da contrafforte. Sulla volta è possibile ammirare affreschi eseguiti nel 1777 che raffigurano la Speranza, la Fede, la Carità e la Moltiplicazione dei pani, quest'ultimo opera di Marco Marcola di Verona, in cui sono rappresentati i dottori occidentali della chiesa: Ambrogio, Agostino, Girolamo e Gregorio Magno.
Sull'arco trionfale spicca solenne la rappresentazione plastica del Padre Eterno.
Nei muri perimetrali della navata si susseguono in piccole nicchie le meravigliose statue raffiguranti i sette Doni dello Spirito Santo: da sinistra Sapienza, Intelletto, Consiglio, Fortezza, Scienza, Pietà e Timor di Dio, opere dello scultore Lorenzo Muttoni.
Al di sotto di queste troviamo le quattordici cornici in legno lavorato a mano su cui sono rappresentate le tappe della Via Crucis di Agostino Ugolini, noto pittore veronese.
Ai lati della navata sono collocate sei cappelle con i seguenti altari sul lato destro:
- l'altare del Crocifisso eretto nel 1829 in stile neoclassico, un tempo intitolato a Sant'Antonio da Padova;
- l'altare della beata Vergine del Rosario con la statua della Madonna col Bambino in legno dorato policromo del 1400;
- l'altare dei Santi Rocco e Sebastiano con la pala d'altare di Giorgio Tilliè raffigurante i due santi;

sul lato sinistro possiamo ammirare invece:
- l'altare di San Giovanni o della Natività con la tela di Felice Cignaroli, dipinta nel 1767 e raffigurante la nascita del santo;
- l'altare del Sacro Cuore, un tempo intitolato all'Immacolata Concezione, opera inconclusa di Vincenzo Baroncini;
- l'altare di San Domenico con la pala di Agostino Ugolini del 1793, in cui veniva conservato il Santissimo Sacramento in attesa che l'altare maggiore venisse completato.

Anche l'interno si caratterizza per lo stile barocco.

## L'altare maggiore
Secondo una leggenda locale l'altere maggiore venne costruito nel 1732 in Austria e trasportato poi a Monzambano nel 1779. Le date coincidono con quelle indicate sul retro dell'altare, ma dalla relazione della visita parrocchiale del 1769 del vescovo Giustiniani risulta che in tale data l'altare era già in via di costruzione nel San Michele, e si tende quindi a escludere la provenienza austriaca.
La maestosa architettura è il vanto della parrocchia per la ricchezza dei particolari e per la varietà e pregio dei marmi usati. Nel paliotto centrale è raffigurato San Michele su sfondo nero, ornato di spada, elmo e bilancia, attorniato da elementi floreali, narcisi, gelsomini, limoni, da arabeschi naturalistici, fantasie fitomorfe, intrecci e festoni floreali di vivace fantasia rococò che si dispongono lungo tutto il paliotto e nei vari pannelli. Le decorazioni sono state eseguite secondo la tecnica del "commesso" dalla famiglia Corbarelli, grandi maestri di origine fiorentina, ai quali si attribuisce la paternità dell'altare. Il tabernacolo è posteriore e risale probabilmente alla fine del Settecento, caratterizzato da colonnine a tortiglione in marmo rosso francese, presenta ai lati due statue rappresentanti la Speranza e la Carità. Sopra il tabernacolo, la residenza termina con una colomba su una sfera dorata, simbolo dello Spirito Santo. Sotto le figure dei Santi Pietro e Paolo fiancheggiano la testata ornata con un bassorilievo del Padre Eterno.
Sul fondo dell'abside spicca la pala del santo patrono, San Michele, nell'atto di sconfiggere satana, dipinta da Agostino Ugolini nel 1802 e incorniciata da marmi che richiamano quelli dell'altare.
Come la facciata, anche l'altare è di stile barocco, ma si notano anche elementi di rigore e equilibrio tipici del neoclassicismo. Questo perché quando l'altare viene terminato non rientriamo più in epoca barocca o rococò, ma siamo in pieno neoclassicismo. Essendo in periferia, dove le novità tardano ad arrivare, il nuovo stile si presenta solo in alcuni particolari.